# Марченко (дворянский род)
Марченко  (укр. Марченко, пол. Marczenko) — дворянский род польского происхождения.
Являются ветвью герба (клана) Лебедь (Польск.  Łabędź, Dunin).
Некоторые обладатели фамилии Марченко имеют дворянское происхождение. Так, в историю вошел дворянский род Марченко, ведущий свое начало от казака полтавского полка Марка Марковича, жившего во второй половине XVII века.
Род Марченко был внесён в I и VI части родословных книг Екатеринославской и Петроградской губерний.

## Описание герба
В щите, имеющем красное поле, изображён серебряный лебедь.
Щит увенчан дворянскими шлемом и короной, на поверхности которой находится лебедь. Намёт на щите красный, подложенный серебром. Герб внесён в Общий гербовник дворянских родов Российской империи, часть 6, 1-е отд., стр. 140.